# Atherigona alpha
Atherigona alpha är en tvåvingeart som beskrevs av Adrian C. Pont 1981. Atherigona alpha ingår i släktet Atherigona och familjen husflugor.
Artens utbredningsområde är Australian Capital Territory. Inga underarter finns listade i Catalogue of Life.